# Cirrhilabrus scottorum
Cirrhilabrus scottorum Randall & Pyle, 1999 è un pesce d'acqua salata appartenente alla famiglia Labridae.

## Distribuzione e habitat
Proviene dalle barriere coralline dell'oceano Pacifico; è stato localizzato dall'Isola Pitcairn e nella Grande barriera corallina. Nuota tra i 3 e i 40 m di profondità.

## Descrizione
Il corpo è allungato, appena compresso lateralmente, con la testa dal profilo non particolarmente appuntito. La lunghezza massima registrata è di 13 cm. Gli esemplari femminili sono prevalentemente marroni o grigiastri con il ventre più chiaro; le pinne sono dello stesso colore del corpo e la pinna caudale non è biforcuta.
I maschi adulti sono prevalentemente verdi-bluastri con il ventre giallastro od arancione, gli occhi arancioni e la pinna caudale, con il margine arrotondato, dello stesso colore. La pinna dorsale e la pinna anale sono verdi e rosse con una fascia viola scura. Le pinne pelviche sono allungate, ma non formano dei filamenti. Al centro del corpo, in alcuni esemplari, è presente un'ampia macchia rossa di forma ovale.

## Biologia

### Comportamento
Di solito nuota in gruppi composti da pochi esemplari.

### Alimentazione
Si nutre prevalentemente di piccoli invertebrati acquatici (zooplancton).

### Riproduzione
È oviparo e la fecondazione è esterna. Non ci sono cure nei confronti delle uova. Durante il corteggiamento, gli esemplari maschili nuotano con le pinne erette.

## Conservazione
Questa specie viene classificata come "a rischio minimo" (LC) dalla lista rossa IUCN perché nonostante venga talvolta catturata per essere allevata in acquario, è abbastanza comune nel suo areale.